# Хлебников, Александр Михайлович
Александр Михайлович Хлебников (1919—1987) — директор НАМИ (Центральный научно-исследовательский автомобильный и автомоторный институт) с 1963 по 1981 годы. 

## Биография
Отдал автомобильной отрасли СССР 33 года, 28 лет на руководящих должностях. По его инициативе и под руководством получили развитие конструкторские инициативы и НИР по повышению проходимости колесных машин массового производства. Был председателем и членом ряда госкомиссий по приемке на производство новых автомобилей УралАЗ-375, ЗИЛ-131, КАМАЗ, КРАЗ. Под руководством Хлебникова был создан и запущен крупнейший в Европе Центральный испытательный автополигон.
В короткие сроки обеспечил создание филиала НАМИ, преобразованного в 1967 году, в научно-технический центр по разработке конструкций приводных турбоэлектрических агрегатов для нужд армии.

### Награды
Заслуженный изобретатель РСФСР. Лауреат Государственной премии СССР № 02822 от 4 ноября 1972 года за разработку новых автомобилей и организацию их массового запуска. Кавалер трех орденов Трудового Красного Знамени, ордена Дружбы народов.
Похоронен в Москве.